# Фернандо Соріано
Фернандо Соріано (ісп. Fernando Soriano, нар. 24 вересня 1979, Сарагоса) — іспанський футболіст, що грав на позиції півзахисника. По завершенні ігрової кар'єри — тренер.
Виступав, зокрема, за клуб «Реал Сарагоса», а також юнацьку збірну Іспанії.
Володар Кубка Іспанії. Володар Суперкубка Іспанії з футболу.

## Клубна кар'єра
У дорослому футболі дебютував 1998 року виступами за команду «Реал Сарагоса Б», у якій провів три сезони, взявши участь у 138 матчах чемпіонату. 
Протягом 2001—2002 років захищав кольори клубу «Рекреатіво».
Своєю грою за останню команду привернув увагу представників тренерського штабу клубу «Реал Сарагоса», до складу якого приєднався 2002 року. Відіграв за клуб з Сарагоси наступні три сезони своєї ігрової кар'єри. Більшість часу, проведеного у складі сарагоського «Реала», був основним гравцем команди. За цей час виборов титул володаря Кубка Іспанії, ставав володарем Суперкубка Іспанії з футболу.
Згодом з 2005 по 2011 рік грав у складі команд «Альмерія» та «Осасуна».
Завершив ігрову кар'єру у команді «Альмерія», у складі якої вже виступав раніше. Повернувся до неї 2011 року, захищав її кольори до припинення виступів на професійному рівні у 2016 році.

## Виступи за збірні
У 1995 році дебютував у складі юнацької збірної Іспанії (U-16), загалом на юнацькому рівні взяв участь у 14 іграх, відзначившись одним забитим голом.

## Кар'єра тренера
Розпочав тренерську кар'єру відразу ж по завершенні кар'єри гравця, 2016 року, очоливши тренерський штаб клубу «Альмерія». Наразі досвід тренерської роботи обмежується цим клубом.

## Титули і досягнення
- Володар Кубка Іспанії (1):

«Реал Сарагоса»: 2003-2004
- Володар Суперкубка Іспанії з футболу (1):

«Реал Сарагоса»: 2004